# 古代日本の教育機関
古代日本の教育機関 （こだいにほんのきょういくきかん）は、日本の古代から中世にかけて存在した教育機関。 	

## おもな教育機関
- 雅楽寮
- 陰陽寮
- 学館院
- 勧学院
- 弘文院
- 国学 (律令制の教育機関)
- 典薬寮
- 山陰亭
- 侍読
- 綜芸種智院
- 奨学院
- 大学別曹
- 大学寮
- 典薬寮
- 東宮学士
- 東宮傅
- 内教坊
- 文章院